# Natasja Bennink

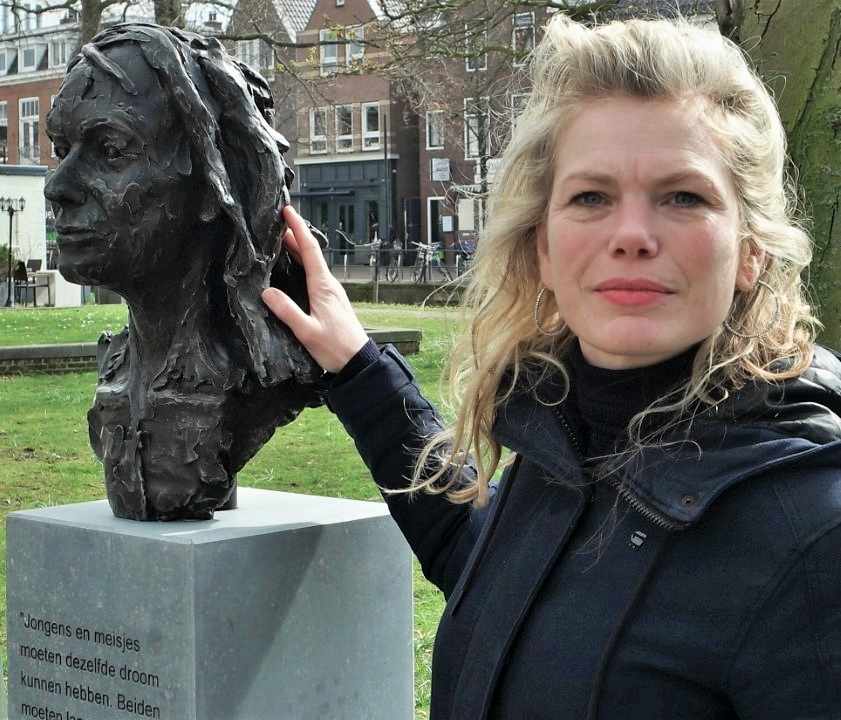
Natasja Bennink, 2019

Natasja Agnes Bennink (* 28. Juli 1974 in Ruinen) ist eine niederländische Bildhauerin.

## Leben und Werk
Natasja Bennink wurde im Dorf Ruinen in der Provinz Drenthe geboren. Sie wohnte in Groningen und besuchte von 1994 bis 1999 die Academie Minerva in Groningen und zwischenzeitlich von 1996 bis 1997 die Hochschule der Bildenden Künste Athen. Natasja Bennink unterrichtet an der Wackers Academie in Amsterdam. Sie lebt und arbeitet zusammen mit ihrem Mann, dem Künstler Onno Broeksma und ihren zwei Töchtern im ehemaligen Rathaus von Ezinge in der Gemeinde Westerkwartier und ist seit März 2022 Stadträtin für GroenLinks im Gemeinderat Westerkwartier.
Natasja Benninks Arbeit zeichnet sich durch die Darstellung von Menschen aus, darunter lebensgroße figurative Bronzeskulpturen, „die die Macht und Verletzlichkeit von Frauen darstellen“. An ihren zuerst in Ton modellierten und dann in Bronze gegossenen Figuren sind die ungeglätteten Oberflächen charakteristisch. Daneben fertigt Natasja Bennink auch Werkserien, die sich auf den historischen Kontext des späteren Standortes beziehen. So entwarf sie im Jahr 2013 die Skulpturengruppe „Die 5 Küsse von Appingedam“, die im Stadtzentrum aufgestellt wurde. Die Werkserie verbindet den alten mit dem neuen Teil von Appingedam, dargestellt anhand von fünf sich küssenden Paaren aus Appingedam. Anlässlich der Wahl von Leeuwarden als Kulturhauptstadt Europas 2018 gestaltete sie die „Froulju fan Fryslân“ mit sechs Bronzebüsten von Frauen der Region. Sie standen zunächst in Heerenveen, erhielten 2019 jedoch ihren endgültigen Standplatz in Leeuwarden. Außerdem schuf sie im Auftrag des Stadtmuseums Harderwijk zwölf Bronzearbeiten für das historische Stadtzentrum von Harderwijk, die auf die Vergangenheit der Stadt verweisen. Zu ihren Porträtbüsten zählen etwa die von Gertjan Verbeek und die im Auftrag der Provinz Drenthe gefertigte von König Willem Alexander.
Natasja Bennink gehört seit 2001 dem Nederlandse Kring van Beeldhouwers und seit 2004 dem Centrum Beeldende Kunst Groningen an. Ihre Werke waren in verschiedenen Ausstellungen vertreten, darunter 2001 bei der Lustrum Atelier Route in Groningen, 2001/2002 in der Ausstellung Vrouwbeeld zusammen mit Geeske Julie du Marchie van Voorthuysen im Museum Smallingerland in Drachten, 2004 bei Beelden in Gees der Galerie en Beeldentuin Dehullu in Gees in der Gemeinde Coevorden und 2021 in einer Soloausstellung im Stadtmuseum Harderwijk. Natasja Benninks Arbeiten sind in verschiedenen Museumssammlungen enthalten, darunter das Drents Museum, das Museum Beeldengalerij Het Depot in Wageningen, der Skulpturenpark Havixhorst und das Museum De Buitenplaats in Eelde.

## Werke im öffentlichen Raum (Auswahl)
- Mama. Skulpturenpark De Havixhorst, Meppel, 2001
- Titus Brandsma. Bonifatiuspark, Dokkum, 2004/2005
- Venus van Drenthe. Drents Museum, Assen
- Venus van Kloosterveen. Assen, 2007
- Gertjan Verbeek. Ericalaan 24A, Jubbega, 2011
- The 5 kisses of Appingedam: Greetje and Annette. Appingedam, 2013
- The 5 kisses of Appingedam: Tibor and Esmee. 2013, Appingedam
- The 5 kisses of Appingedam: Maikel and Monica. 2013, Appingedam
- The 5 kisses of Appingedam: Niek and Roos. 2013, Appingedam
- The 5 kisses of Appingedam: Cornelis and Stientje. 2013, Appingedam
- Onze Koning. Drenthe, 2014
- Quand on n'a que l'amour. Antwerpen, 2015
- Garriet Jan and Annegien. Vollenhove, Steenwijkerland, 2016
- Froulju fan Fryslân. Verlaatsbrug, Leeuwarden, 2018
- Ons dagelijks brood. Universitair Medisch Centrum Groningen, Groningen, 2018
- De Mienskip fan Nijskoat. Nieuweschoot, Heerenveen, 2019
- De Mienskip fan Aldeboarn. Aldeboarn, Heerenveen, 2020
- De kus. Harderwijk, 2021
- Joodse man (Ezechiël de Lange). Harderwijk, 2021
- Schaapje. Harderwijk, 2021
- De Snijtafel. Harderwijk, 2021
- Handen van een non. Harderwijk, 2021
- Handen van een Afrikaanse soldaat. Harderwijk
- Handen van een non. Harderwijk
- Ons Hanzepaardje. Harderwijk
- Monument ter herinnering aan de razzia van 25 april 1944. Winsum, 2023
- Ons Dagelijks brood. Groningen[10]

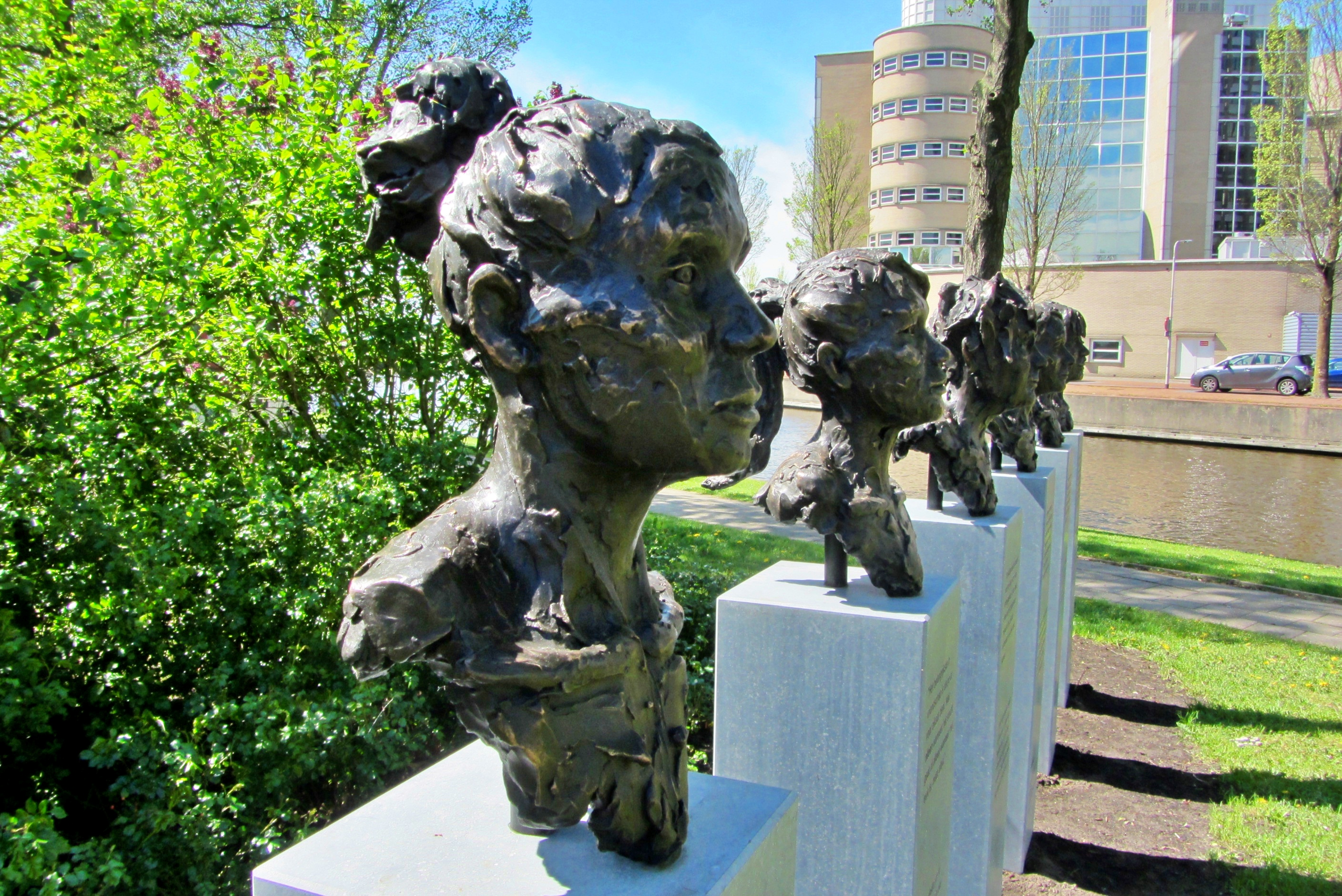
Froulju fan Fryslân
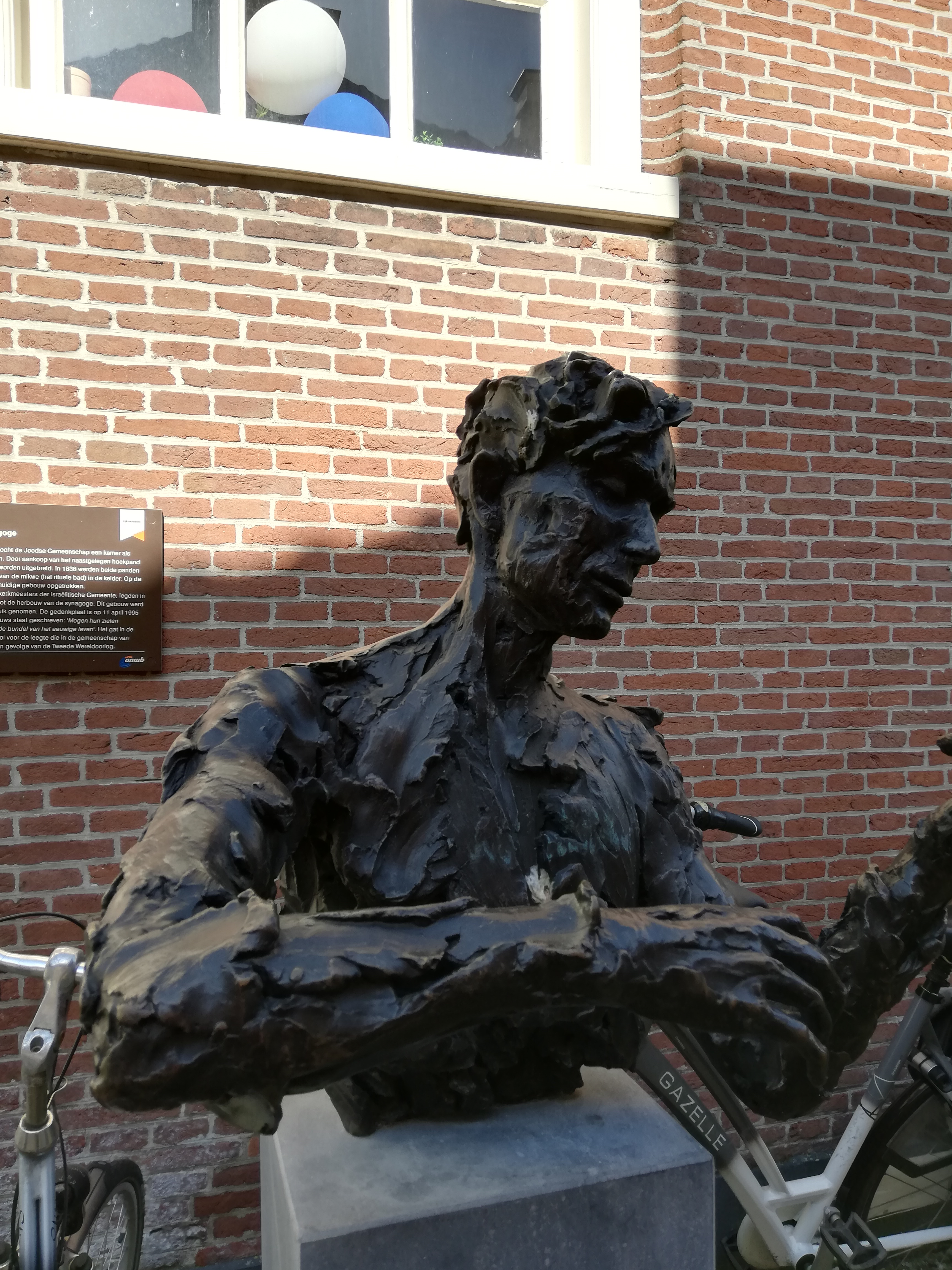
Joodse man
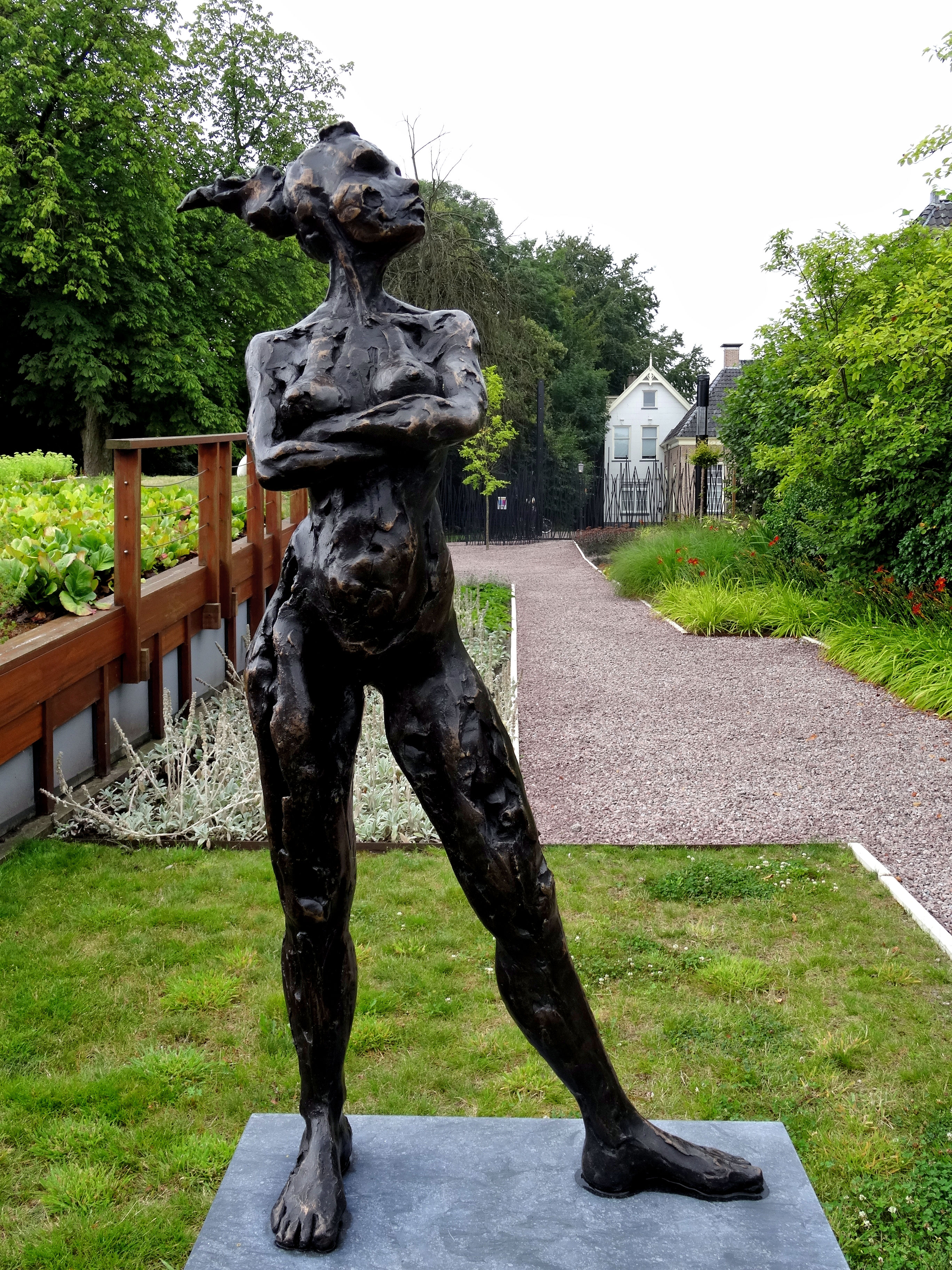
Venus van Drenthe
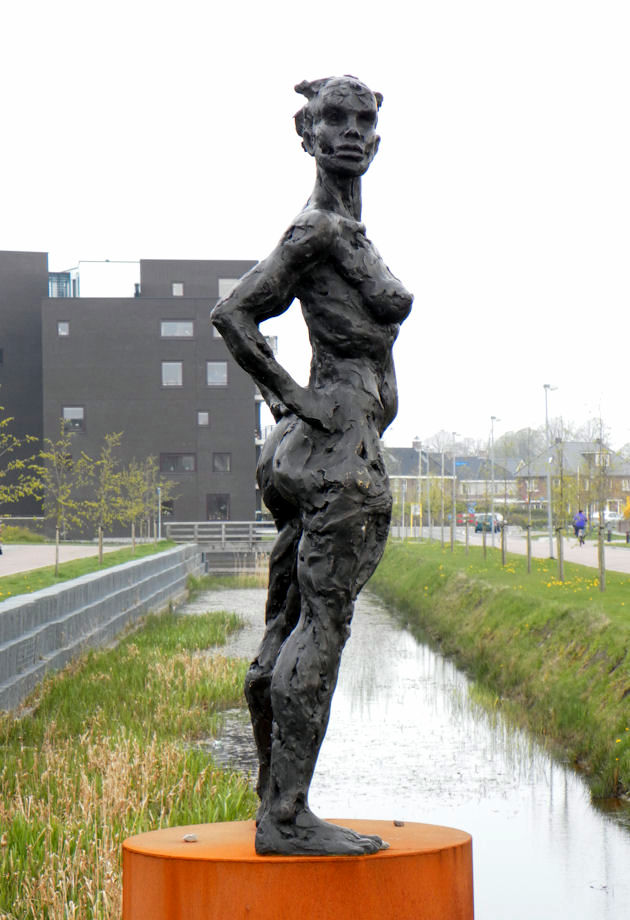
Venus van Kloosterveen
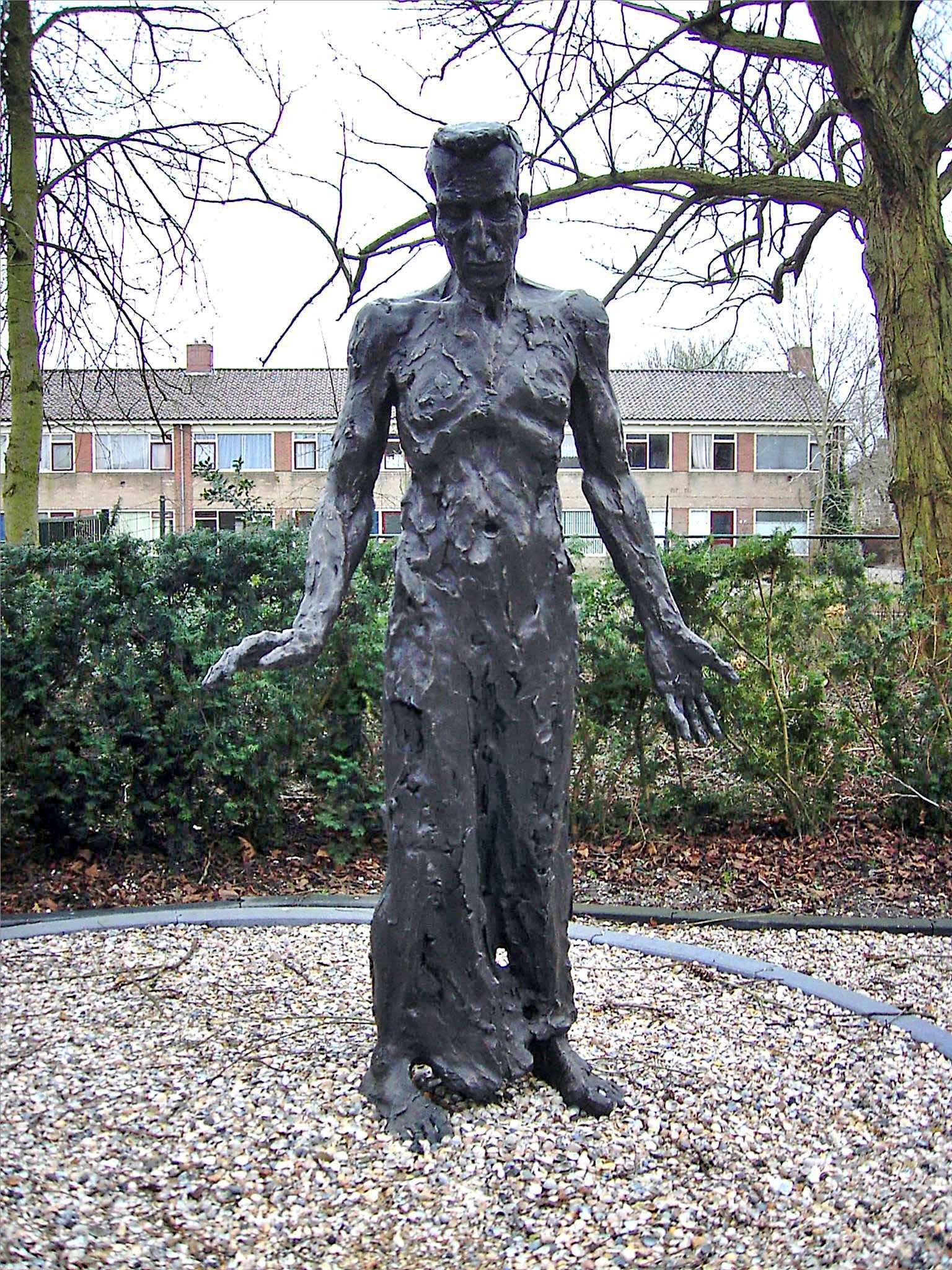
Titus Brandsma
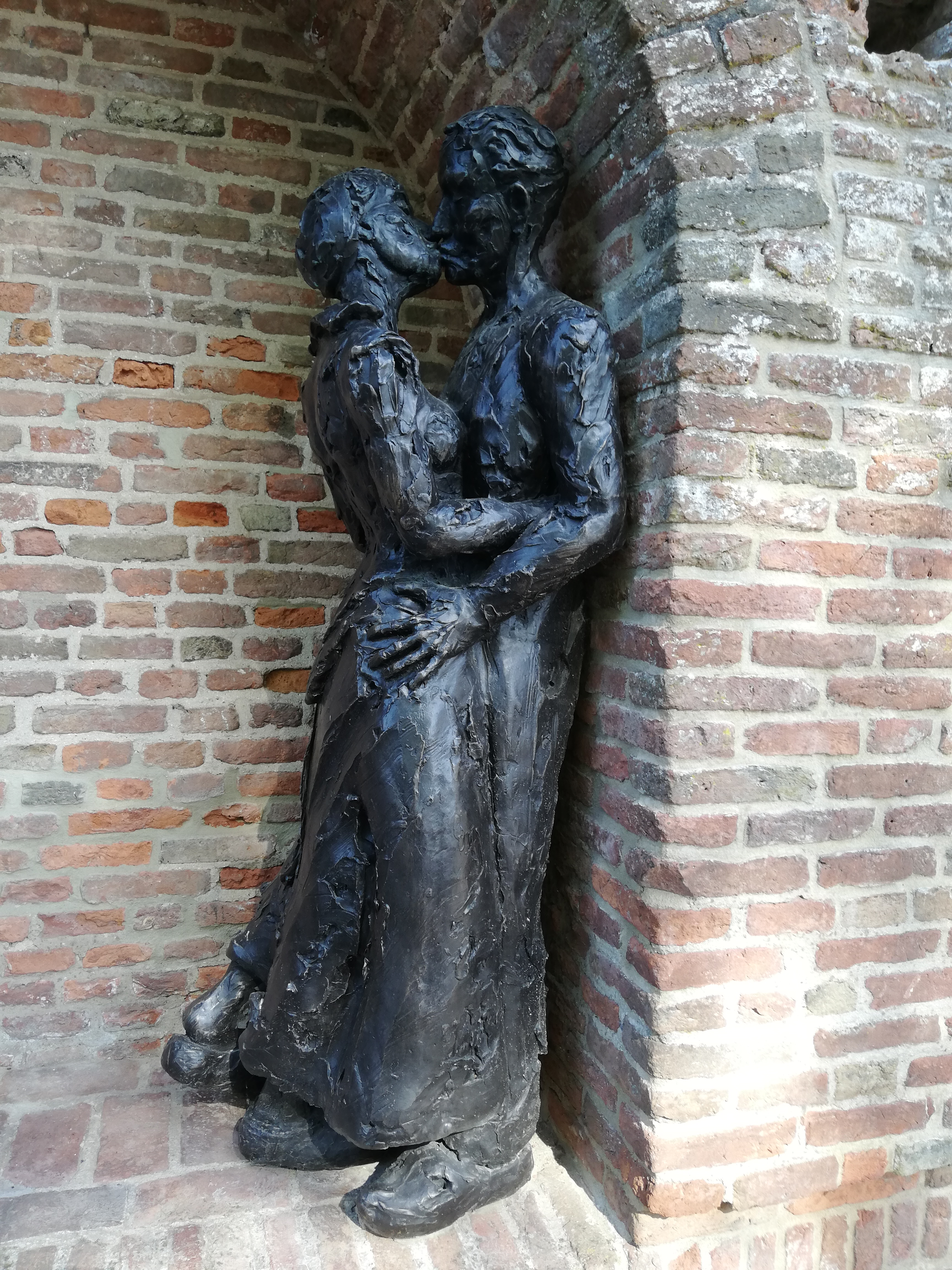
De kus

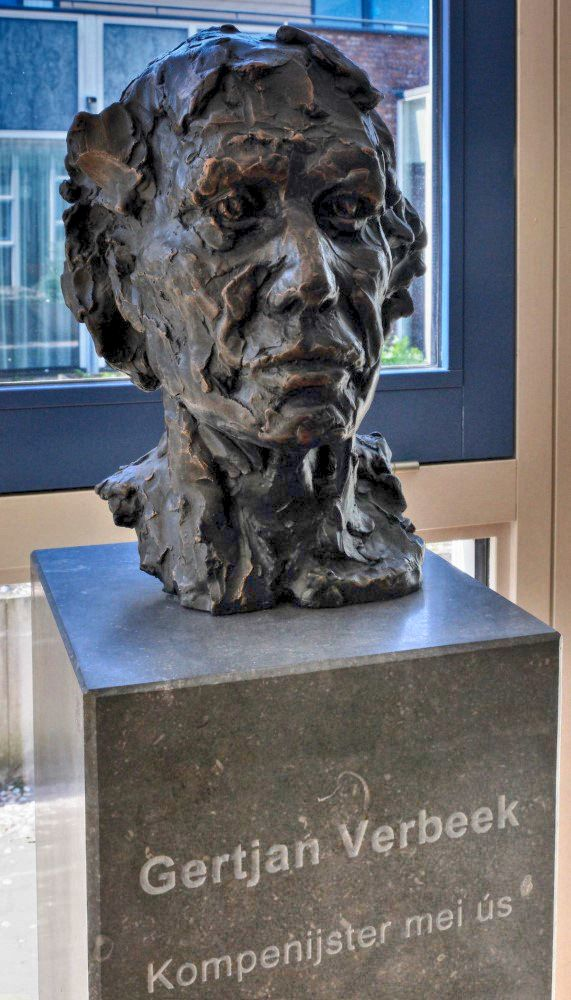
Gertjan Verbeek
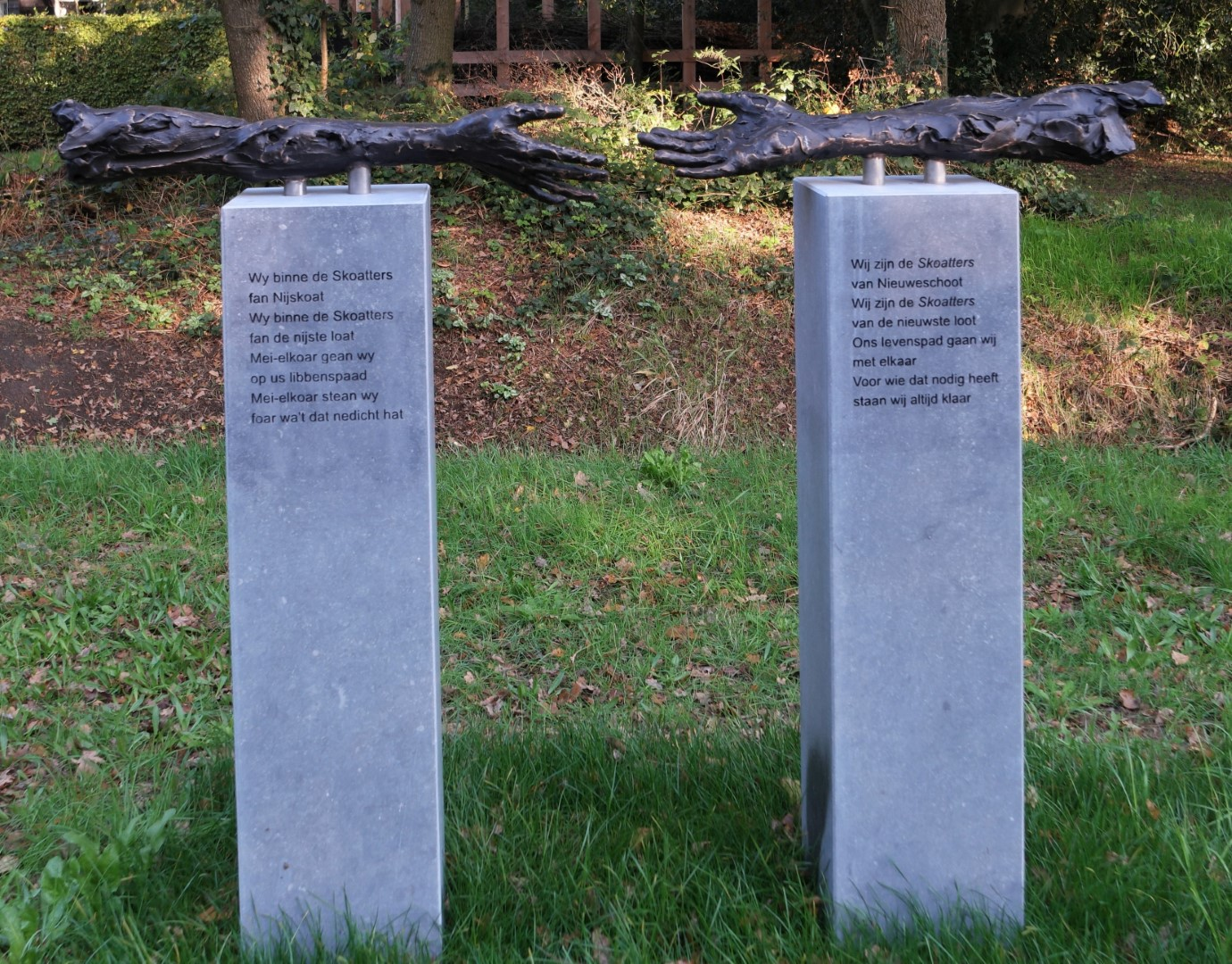
De Mienskip fan Nijskoat
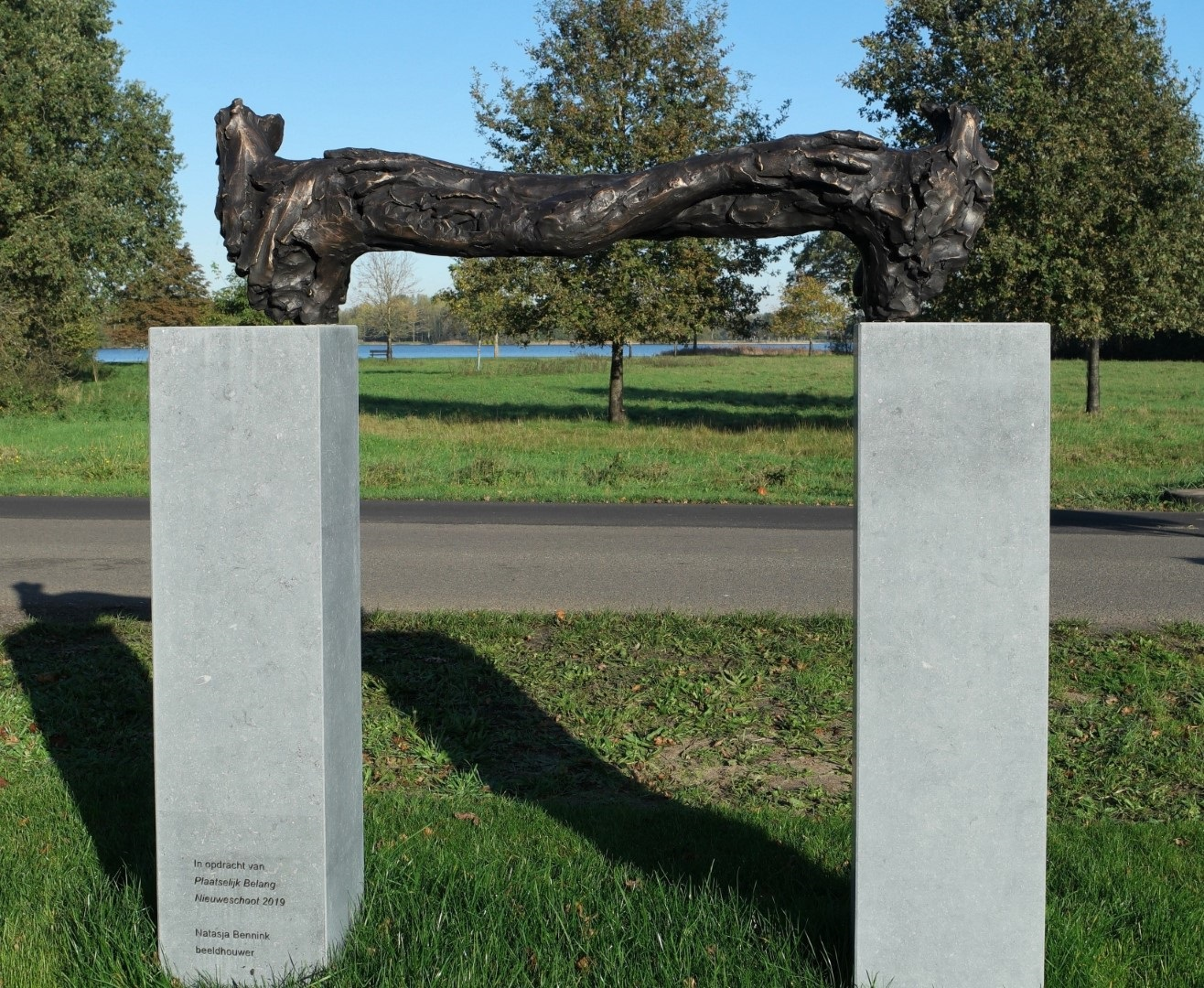
De Mienskip fan Nijskoat
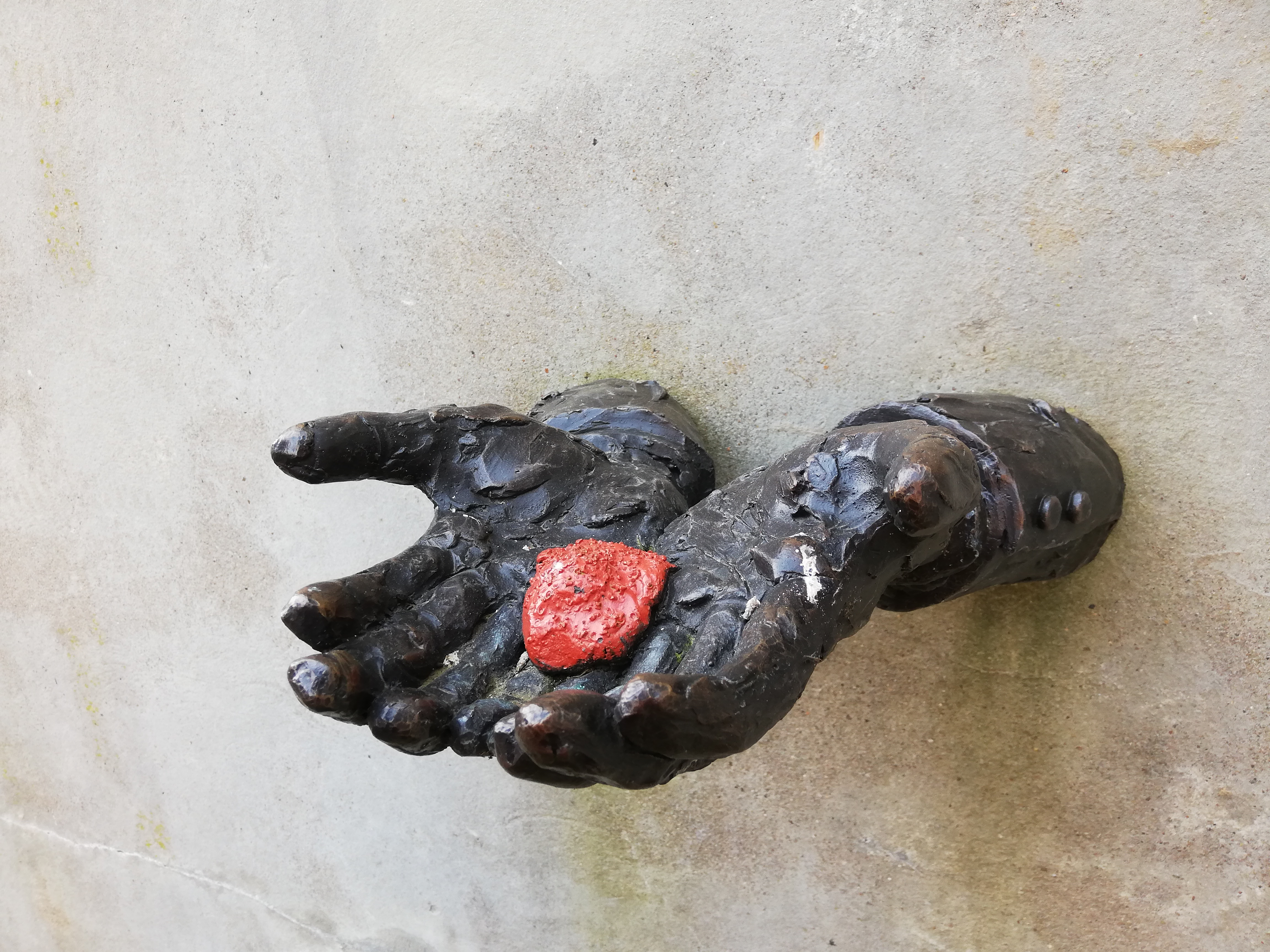
Handen van een Afrikaanse soldaat
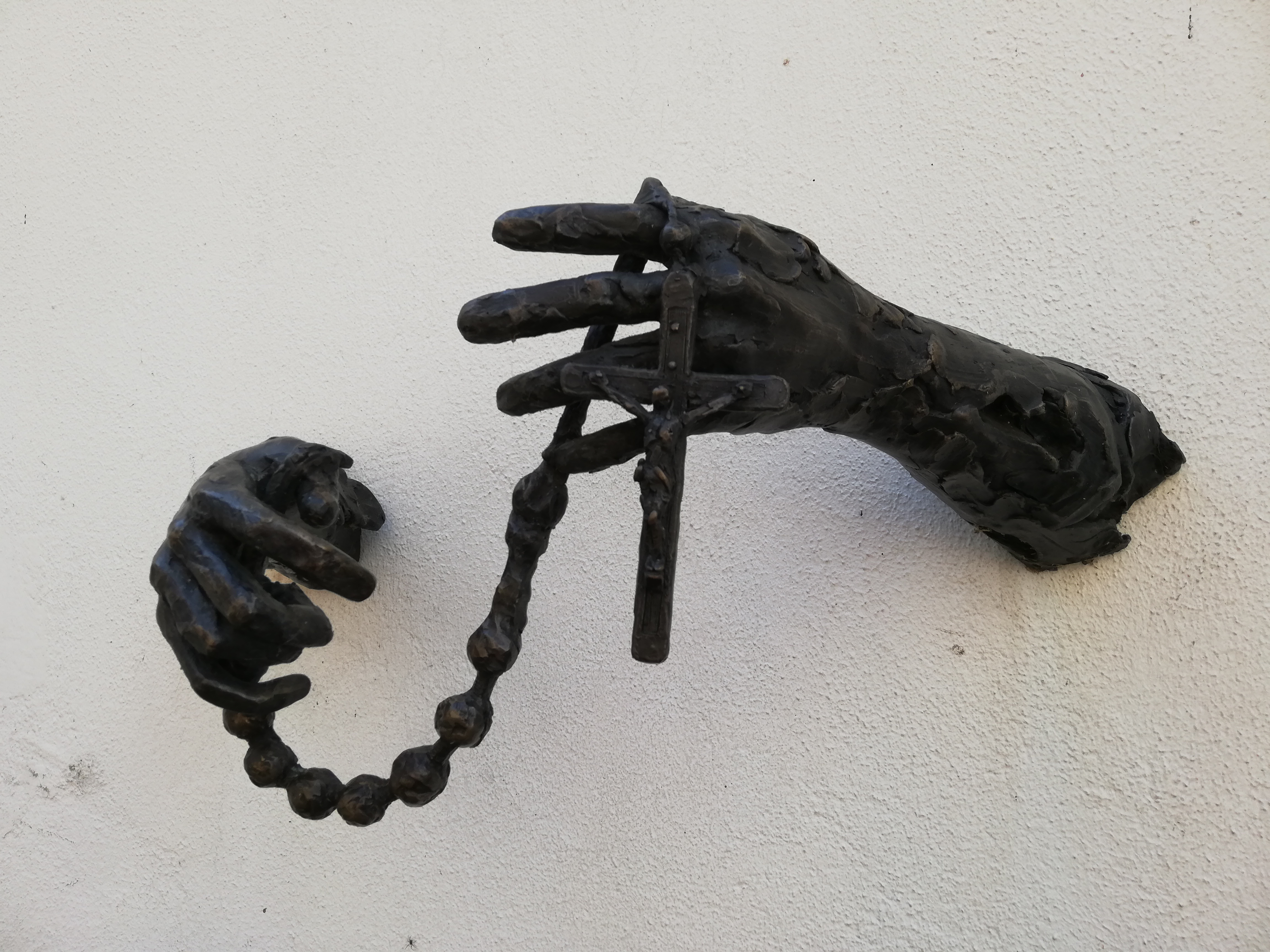
Handen van een non
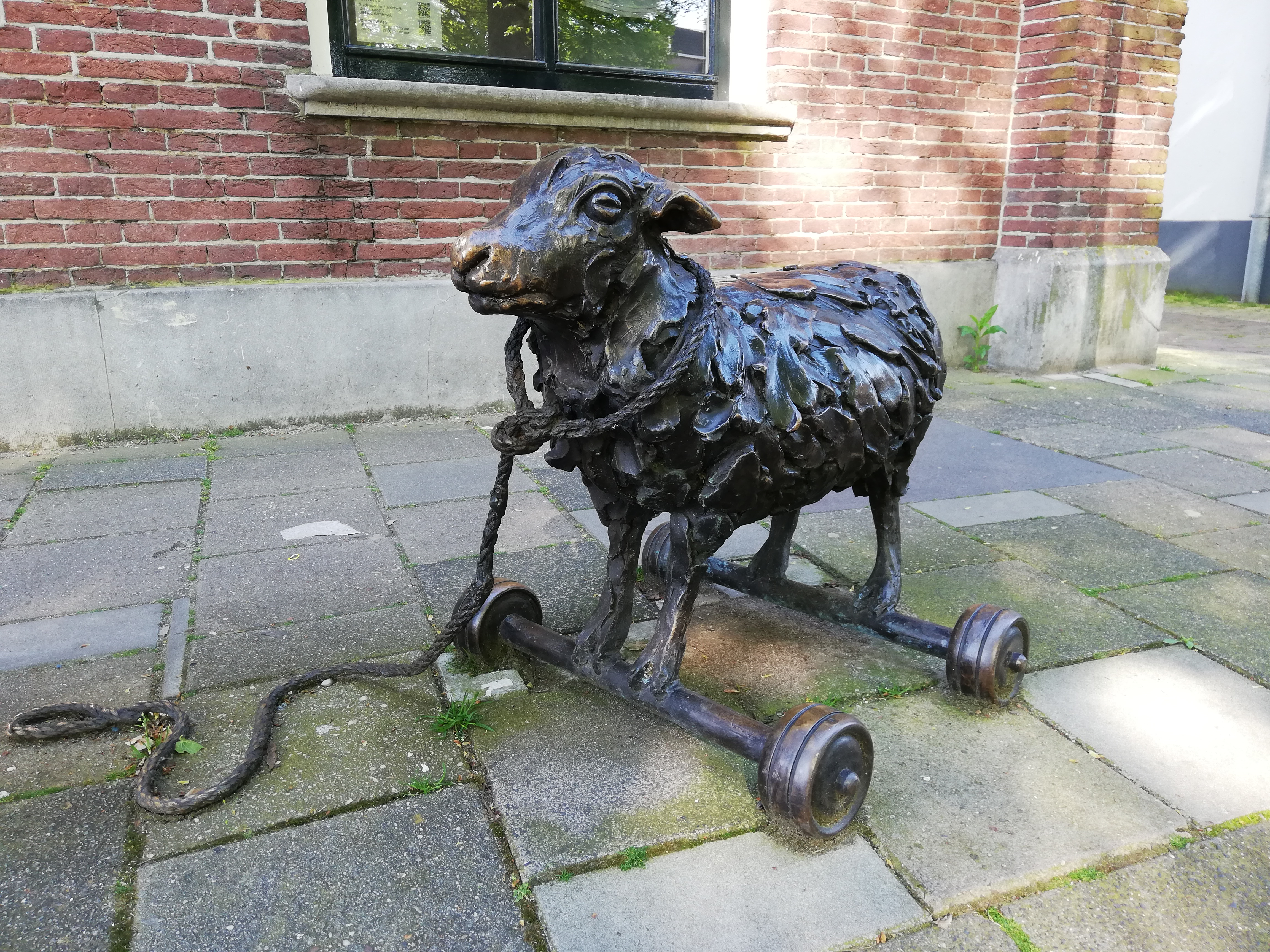
Schaapje